# Ann Hockemeier
Anna-Lise (Ann) Margarethe Hockemeier, född 29 augusti 1901 i Helsingfors, Finland, död 16 april 1977 i Lidingö, Stockholms län, var en finländsk-svensk målare och konsthantverkare. 
Hockemeier studerade vid Tekniska skolan och Caleb Althins målarskola i Stockholm samt i Finland. Hennes konst består av blomstermotiv ofta i lack på konsthantverksföremål. Hockemeier är gravsatt vid Norra krematoriet på Norra begravningsplatsen utanför Stockholm.